# Gremlin
Pour les articles homonymes, voir Gremlin (homonymie).
Œuvres principales
The Gremlins (1943), roman jeunesse de Roald Dahl
Un gremlin est une créature folklorique farceuse et espiègle, de la taille d'un lutin, ayant une prédilection pour la mécanique. Il est inventé au début du XXe siècle pour expliquer l'origine des dysfonctionnements des aéronefs, puis plus tard d'autres machines. Les représentations de ces créatures varient considérablement. Les histoires à leur sujet, sur les problèmes techniques et les soucis inexplicables des pilotes, sont particulièrement populaires pendant et après la Seconde Guerre mondiale.

## Origine
Bien que leur origine se trouve dans les mythes échangés entre aviateurs de la Royal Air Force (R.A.F.) au début des années 1920 affirmant que les gremlins sont responsables du sabotage des avions, le folkloriste John W. Hazen déclare que certaines personnes tirent le nom du vieil anglais gremian, signifiant « vexer » ou « taquiner »,. Selon Michael Quinion (en), il est plausible que le terme soit un mélange du mot « gobelin » avec le nom du fabricant de la bière la plus courante disponible dans la R.A.F. dans les années 1920, Fremlin.
Une des premières références écrites aux gremlins se trouve dans le roman de l'aviatrice Pauline Gower, The ATA: Women with Wings publié en 1938, où l'Écosse est décrite comme un « pays de gremlins », territoire mystique et accidenté où des gremlins brandissant des ciseaux coupaient les fils des biplans lorsque des pilotes sans méfiance sont dans les parages. Un article d'Hubert Griffith, paru dans le bimensuel Royal Air Force Journal du 18 avril 1942, relate également l'apparition de gremlins, bien que l'article indique que ces histoires existent depuis plusieurs années et que des pilotes de Spitfire de la bataille d'Angleterre les racontaient dès 1940.
Ce concept de gremlins est popularisé pendant la Seconde Guerre mondiale parmi les aviateurs des unités de la Royal Air Force (R.A.F.), en particulier les hommes des unités de reconnaissance photographique (Photographic Reconnaissance Unit) de haute altitude des bases RAF Benson (en), RAF Wick et RAF St Eval (en). Les équipages attribuaient aux gremlins les accidents, par ailleurs inexplicables, qui se produisaient parfois au cours de leurs vols. À un moment donné, les gremlins sont également considérés comme ayant des sympathies ennemies, mais les enquêtes ont révélé que les avions ennemis avaient des problèmes mécaniques similaires et tout aussi inexplicables. En tant que tels, les gremlins sont dépeints comme des farceurs (trickster en anglais) qui ne prennent pas parti dans le conflit, mais qui agissent dans leur propre intérêt. En réalité, les gremlins permettent de « blâmer quelqu'un » ou de reporter la responsabilité sur quelqu'un d'autre, ce qui amène John Hazen à noter que « le gremlin a été considéré comme un phénomène nouveau, un produit de l'ère des machines - l'ère de l'air ». Le concept de gremlins comme bouc émissaire était important pour le moral des pilotes selon l'auteur et historien Marlin Bressi.
L'apparence des gremlins est très variable et, dans les récits échangés entre pilotes, différentes « espèces » sont citées en fonction des mauvaises farces jouées par les créatures ou selon les lieux géographiques (Gremlins méditerranéens ou Gremlins du Fifeshire). Par exemple, le Gremlin de la Glace se trouve en haute altitude et dépose de la glace sur les ailes des avions. Malgré tout, les actions de ces créatures ne sont jamais mortelles pour les humains,,.
Les TEE EMM (Technical Manual, manuels techniques officiels de la R.A.F.), fort sérieux dans leurs contenus, mais à la présentation empreinte d'humour britannique donnent en quelque sorte la consécration officielle aux gremlins, fauteurs d'horripilantes pannes intermittentes difficiles à détecter, incitant les pilotes, mais aussi les « rampants » de la R.A.F. (mécaniciens, armuriers, spécialistes variés) à leur mener une chasse sans pitié.

Affiches d'une campagne sur la sécurité
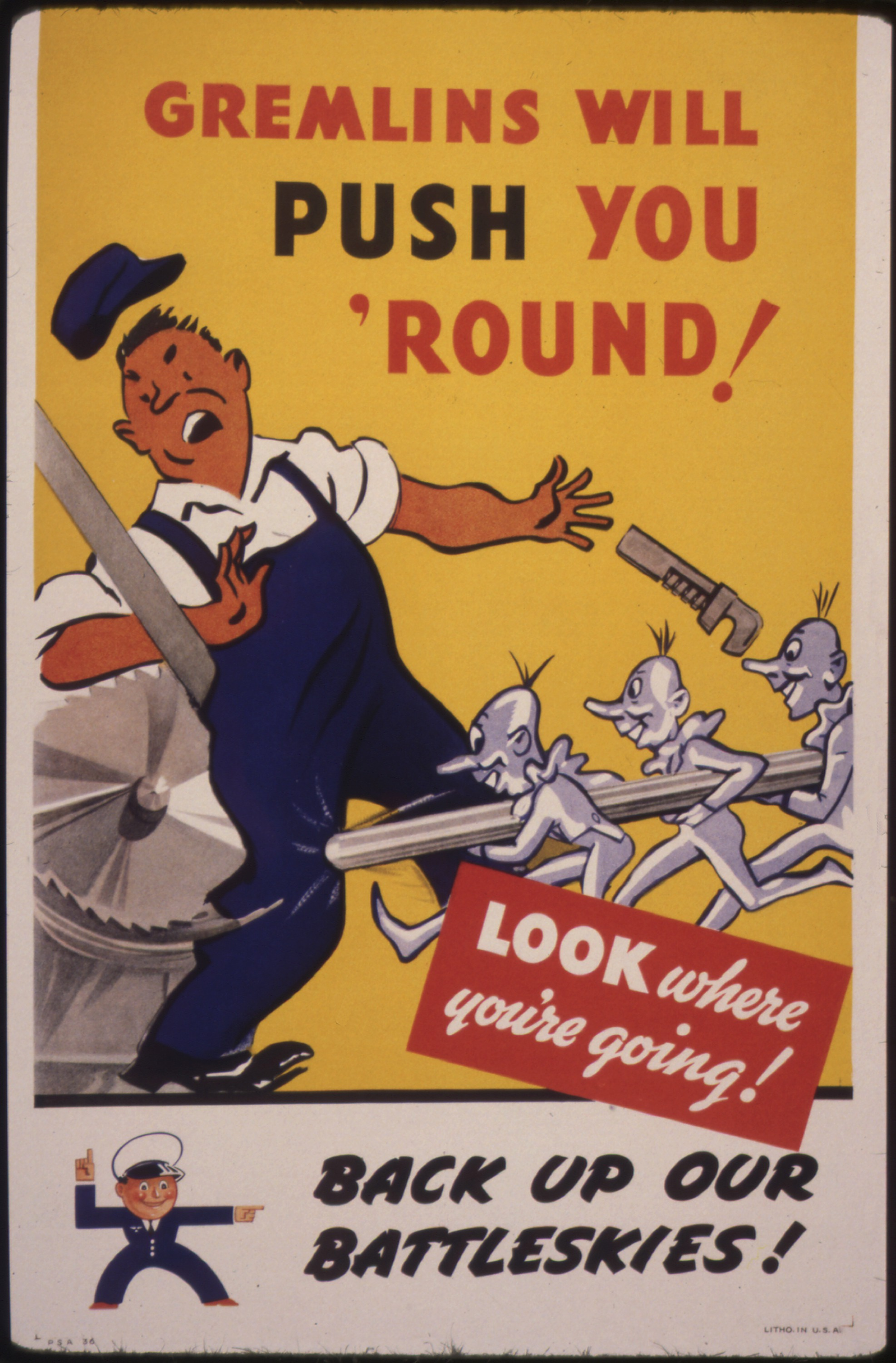
Les Gremlins vous bousculeront ! Regardez où vous allez !
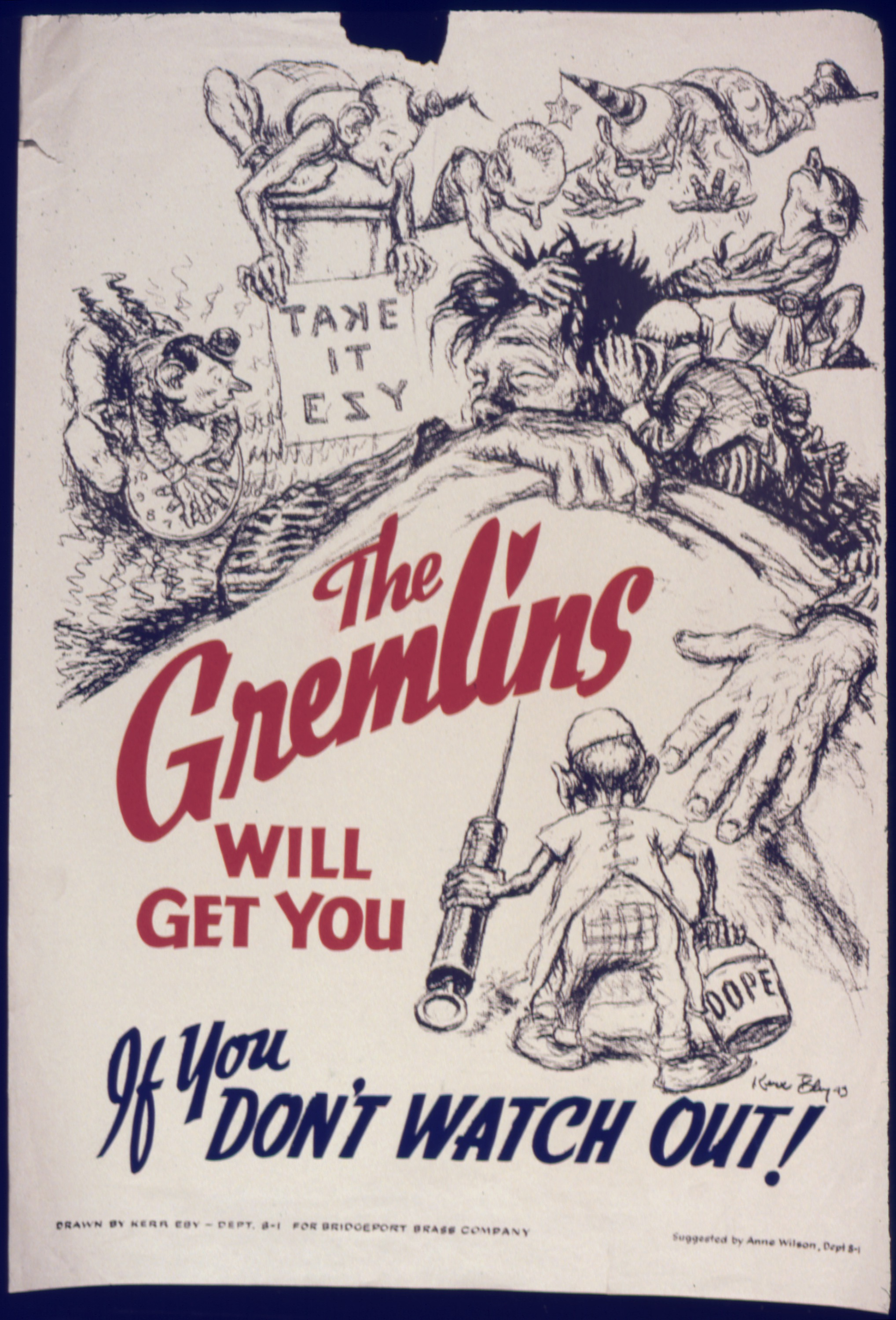
Les Gremlins vous auront si vous ne regardez pas !
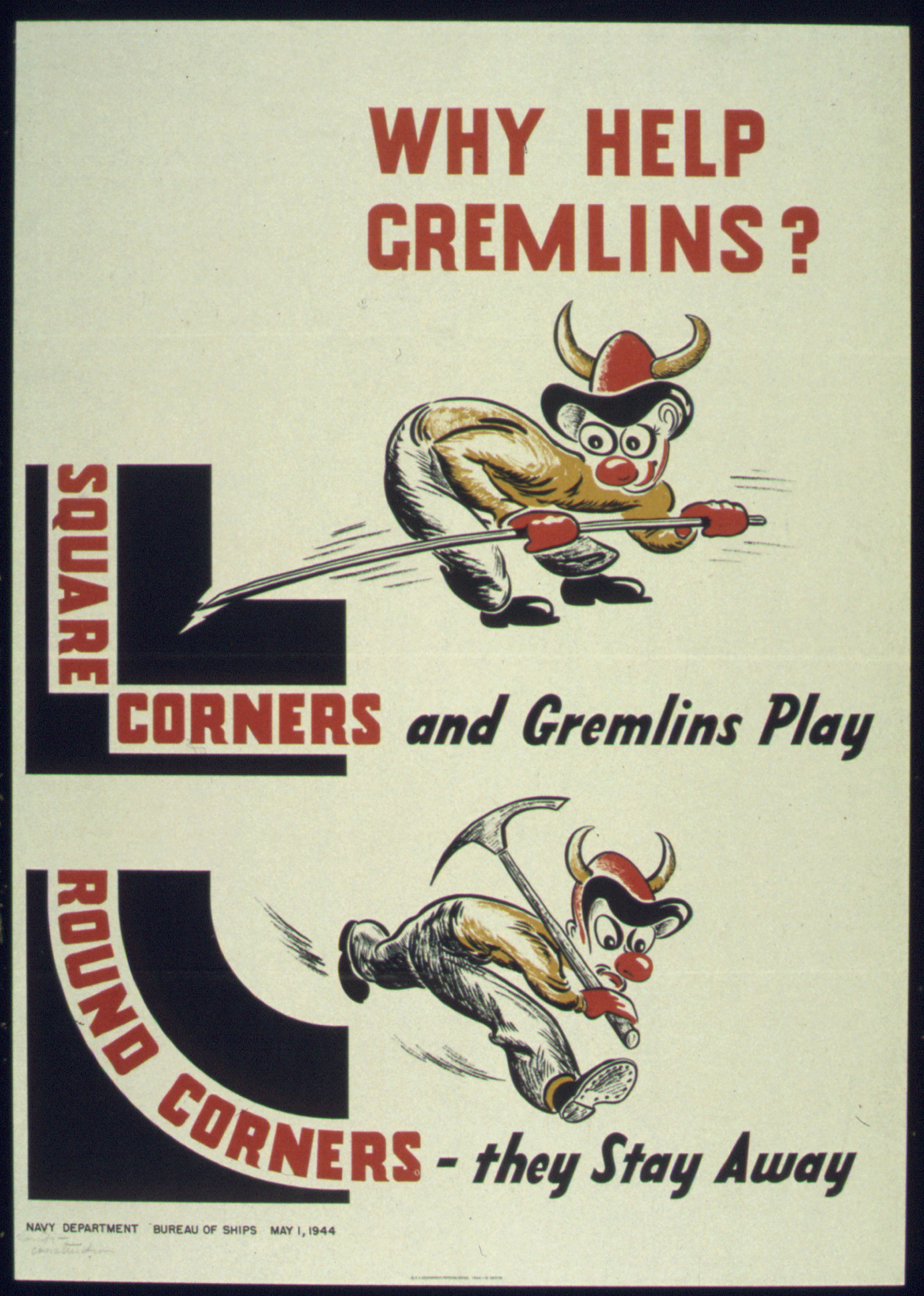
Pourquoi aider les Gremlins ? Coin d'angle, les Gremlins jouent. Coin arrondi, ils restent loin.
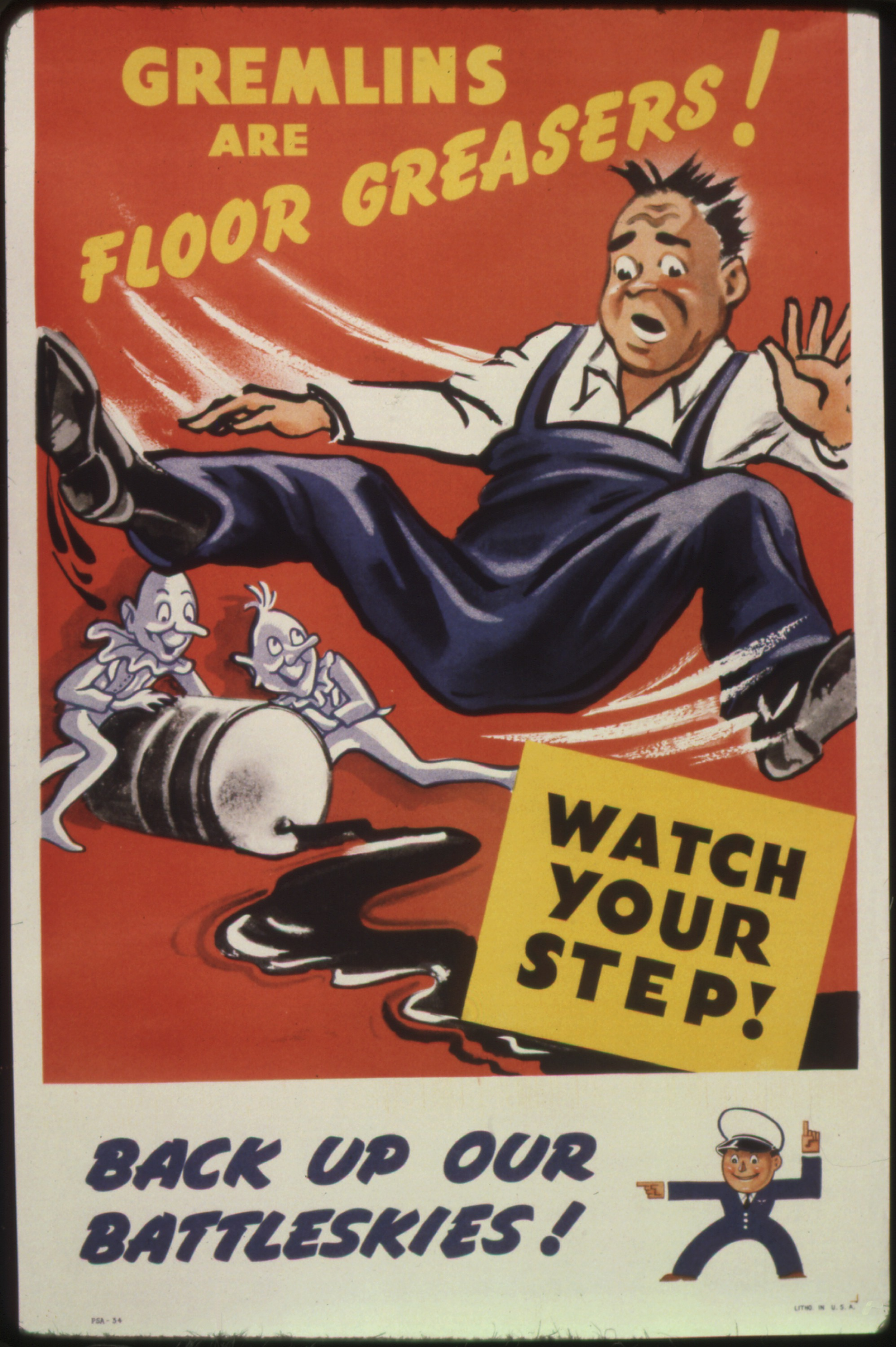
Les Gremlins graissent le sol ! Regardez où vous mettez les pieds !
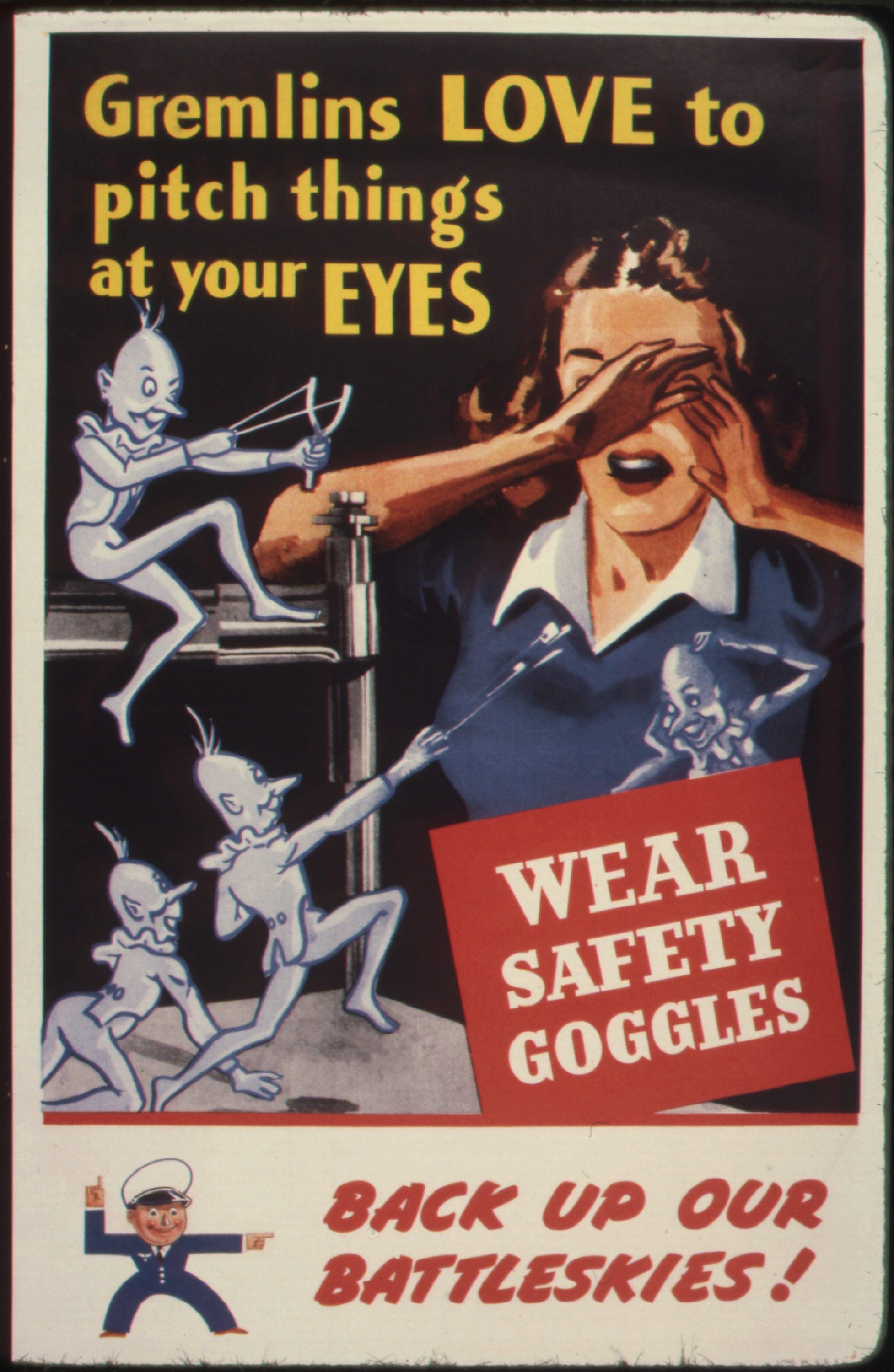
Les Gremlins aiment lancer des choses dans les yeux. Portez des lunettes de sécurité.
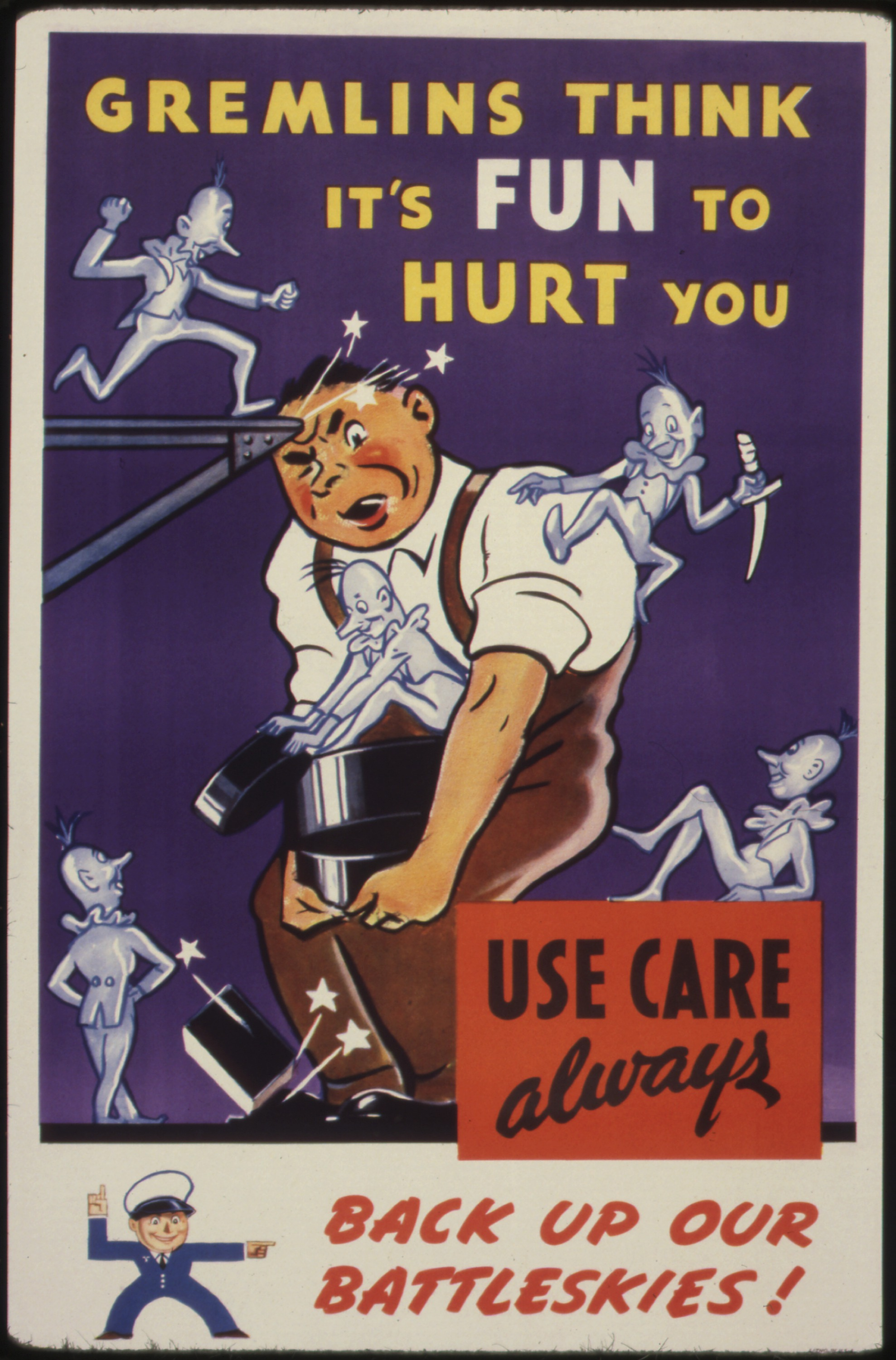
Les Gremlins pensent que c'est amusant de vous blesser. Faites toujours attention.

## Popularisation par Roald Dahl

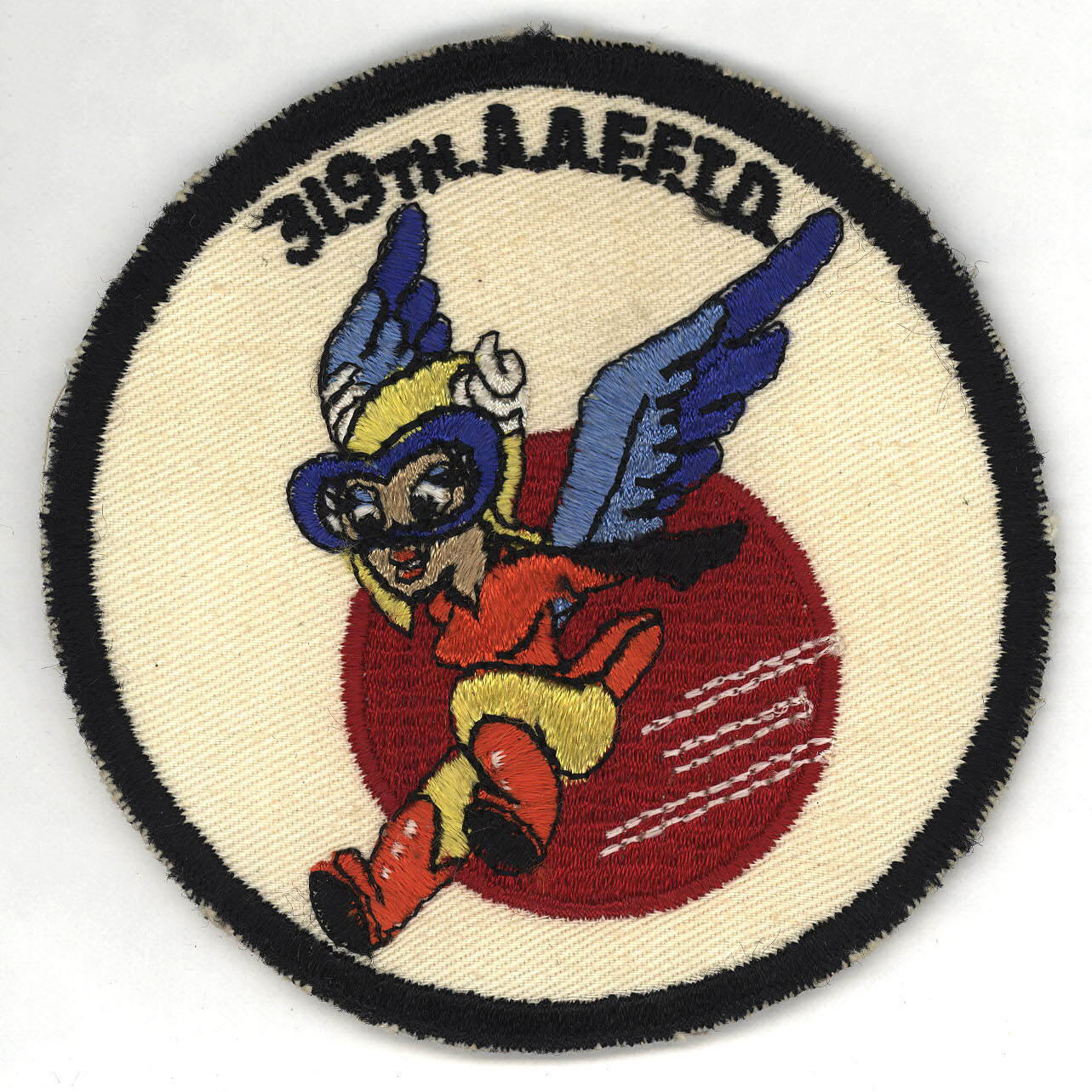
Fifinella, femme gremlin devenu mascotte des WASP.

L'écrivain britannique et pilote de la R.A.F., Roald Dahl, écrit en 1942 son premier livre pour enfants : The Gremlins (en). Dans le roman, les gremlins sont des êtres minuscules vivant sur les avions de chasse de la R.A.F. Il précise que les « Fifinellas » sont les femmes gremlins, les « Widgets » les jeunes garçons et les « Flibbertigibbets » les jeunes filles. Dahl montre son manuscrit fini à Sidney Bernstein (en), le chef du British Information Services (en), qui a l'idée de l'envoyer à Walt Disney. Disney propose un contrat à Dahl et lance un projet de film. Il réussit à faire publier l'histoire en décembre 1942 dans le Cosmopolitan. Une version révisée, sous forme de livre illustré, est publié par Random House au début de l'année 1943.
Des problèmes de droits d'auteur (origine exacte des gremlins, implication de la R.A.F) poussent Disney à abandonner le projet de film. Malgré cela, la publication à l'international permet de faire découvrir les Gremlins aux lecteurs.

## Filmographie

### Cinéma
- 1943 : un gremlin donne du fil à retordre à Bugs Bunny dans l'épisode Lapin et Lutin (Falling Hare) réalisé par Bob Clampett et écrit par Warren Foster.
- 1944 : dans Surprise-partie de Joe May, un gremlin poursuit le personnage principal.
- 1983 : le scénario d'un épisode de la série impliquant un gremlin est repris dans le film La Quatrième Dimension.
- 1984 : dans Gremlins et Gremlins 2, produits au cours des années 1980, les gremlins sont des créatures monstrueuses issues d'une mutation de petits et pacifiques animaux, les mogwais. Elles se transforment ainsi lorsqu'elles se nourrissent après minuit. Les gremlins ont peur de la lumière et se clonent, comme les mogwaïs, lorsqu'ils sont au contact de l'eau.
- 2020 : dans Shadow in the Cloud, des soldats américains en mission à bord d'un bombardier Boeing B-17 sont confrontés à une attaque de gremlins.

### Télévision

#### Série
- 1963 : La Quatrième Dimension, rend hommage à la légende des gremlins, avec l'épisode Cauchemar à 20000 pieds avec William Shatner, dans lequel un diablotin (gremlin en anglais), sur l'aile droite de l'appareil, est en train de détruire les moteurs.